# Bruno Stickroth
Bruno Stickroth (* 16. Juli 1937 in Stuttgart; † Oktober 2017) war ein deutscher Schauspieler, Moderator und Frisör; er war außerdem als Fotomodell tätig. Er ist der Vater des ehemaligen Fußballprofis Thomas Stickroth.

## Leben
Stickroth wurde in Stuttgart-Kaltental geboren und wuchs im Stuttgarter Westen auf. Seine Eltern waren Inhaber eines Geschäftes für Buchbinderbedarf. Im Alter von 17 Jahren gewann er im Stuttgarter Hindenburgbau einen Gesangswettbewerb; einen angebotenen Schallplattenvertrag bei der Polydor konnte Stickroth jedoch nicht annehmen, da er noch minderjährig war und sein Vater die Unterschrift verweigerte. Stickroth absolvierte eine Ausbildung zum Frisör; nebenbei war er als Boxer im Halbweltergewicht bei Germania Stuttgart aktiv und betrieb Bodybuilding.
1958, als Soldat, lernte Stickroth bei einem gemeinsamen Manöver US-amerikanischer und deutscher Einheiten in Grafenwöhr den Sänger Elvis Presley kennen und durfte ihm die Haare schneiden. In den 1960er Jahren wurde Stickroth im Bodybuilding zum „Mr. Baden-Württemberg“ und drei Mal zum „Mr. Stuttgart“ gewählt. 1968 wurde er von Arnold Schwarzenegger als Frisör engagiert. Schwarzenegger gewann mit Stickroths Kurzhaarfrisur in der Grugahalle in Essen die Wahl zum „Mr. Europe“; Stickroth erreichte Platz sieben.
Es folgten diverse Aufträge als Fotomodell, Laufstegmodel bei Modeschauen und Dressman. Als Katalog-Model posierte er unter anderem für die Kataloge von Baur, Quelle und Neckermann. Er war lange als Bademoden-Model tätig, zuletzt war er das Gesicht einer Werbekampagne des Augenoptik-Unternehmens pro optik.
Von 1975 bis 1980 drehte Bruno Stickroth unter dem Pseudonym Bruno Hakan in der Türkei zahlreiche Filme. Stickroth wurde dabei als Typus des blonden, blauäugigen Liebhabers in Soft-Sexfilmen und Fernsehserien eingesetzt.
Als die Model-Aufträge zurückgingen, arbeitete Stickroth wieder in seinem Beruf als Frisör im Stuttgarter Salon Hörrmann. Nebenbei versuchte er sich auch als Sänger und Elvis-Imitator. Er nahm, stets auffällig mit Glitzerkostümen und Plateauschuhen bekleidet, an verschiedenen Karaoke-Wettbewerben teil und außerdem eine CD mit Evergreens wie 
Moon River, Lili Marleen, Wonderful World, True Love und My Way auf.

## Kultfigur
In Stuttgart galt der stets gebräunte Bruno Stickroth seit Jahrzehnten als Stuttgarter Original und ist als der „schöne Bruno“ bekannt. Er galt als Star-Frisör und „Barbier vom Städtle“.
Als im Dezember 2010 Bruno Labbadia, der ebenso wie Bruno Stickroth als „schöner Bruno“ gilt, Trainer des VfB Stuttgart wurde, erfuhr Bruno Stickroth einen plötzlichen Popularitätsschub in Stuttgart. Stickroths Sohn Thomas Stickroth, der in der VfB-Jugend gespielt hatte, wurde später Fußballprofi und hatte in seiner Karriere Bruno Labbadia gut kennengelernt.
Im Juli 2011 startete im Auftrag der Stuttgart Internet Regional (SIR) GmbH die Videoserie Bruno sieht rot für die Internetportale von Stuttgarter Zeitung und Stuttgarter Nachrichten, in der Bruno Stickroth (Hauptrolle, Moderator, Gastgeber) regelmäßig die aktuelle Situation beim VfB Stuttgart thematisierte. Für die Serie traf Bruno Stickroth vor der Kamera auf Joachim Löw, Andreas Hinkel, Jürgen Sundermann und Manfred Kastl.